# Autoremorcher

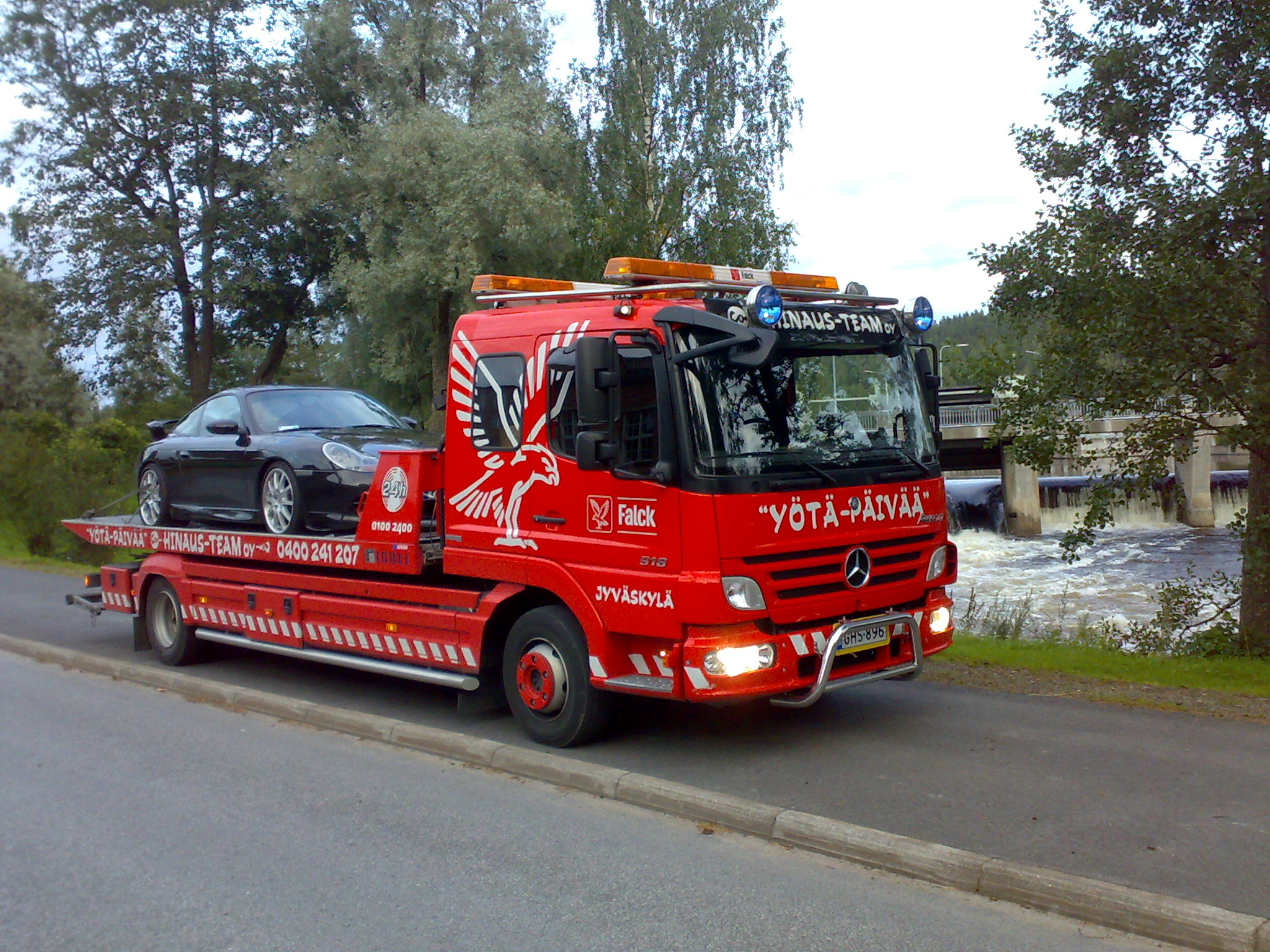
Vehicul de recuperare cu platformă plată

Un camion de remorcare (numit și camion de avarie, vehicul de recuperare sau camion de depanare) este un camion folosit pentru deplasarea autovehiculelor cu handicap, parcat, necorespunzător sau ridicat altfel. Aceasta poate presupune recuperarea unui vehicul avariat în accident, întoarcerea unuia pe o suprafață condusă într-o situație neplăcută sau intemperii, sau remorcarea sau transportarea unuia de pe un apartament la un atelier de reparații sau altă locație.
Un camion tractant este distinct de un transportor cu motor care deplasează mai multe vehicule noi sau folosite simultan în operațiuni de transport de rutină.

## Legături externe
- International Towing and Recovery Hall of Fame and Museum in Chattanooga, Tennessee.